# Akta Odessy
Akta Odessy (ang. The ODESSA File) – powieść sensacyjna brytyjskiego pisarza Fredericka Forsytha z 1972 roku.

## Fabuła
Akcja rozgrywa się w RFN w roku 1963. Niemiecki dziennikarz Peter Miller powodowany motywami osobistymi rozpoczyna prywatne śledztwo, poszukując hitlerowskiego zbrodniarza wojennego Eduarda Roschmanna, byłego komendanta obozu koncentracyjnego Kaiserwald w Rydze. Odkrywa istnienie podziemnej Organizacji Byłych Członków SS o nazwie ODESSA (Organisation der ehemaligen SS-Angehörigen). Jednocześnie zostaje wplątany w działania wywiadu izraelskiego mające na celu przerwanie współpracy między niemieckimi naukowcami a rządem Egiptu w dziedzinie technologii rakietowej.

## Kontekst
Występujący w powieści zbrodniarz Eduard Roschmann był postacią autentyczną. Forsyth konsultował treść książki z Szymonem Wiesenthalem, który pojawia się jako epizodyczna postać w powieści. Wiesenthal początkowo odniósł się sceptycznie do prośby Forsytha o konsultacje dotyczące powieści sensacyjnej, ostatecznie jednak skłonił się do współpracy, uznając, że powieść dostarczy opinii publicznej impulsu sprzyjającego ściganiu zbrodniarzy nazistowskich. Wątek „egipski” oparty jest na prawdziwych wydarzeniach i działalności szpiega Wolfganga Lotza, który zaszkodził egipskiemu programowi rakietowemu, pomagając Izraelowi wygrać wojnę sześciodniową z Egiptem w 1967 roku.

## Adaptacja filmowa
W 1974 roku na podstawie książki nakręcono film Akta Odessy w reżyserii Ronalda Neame’a z Jonem Voightem i Maximilianem Schellem w rolach głównych.

## Polskie przekłady książki
- Forsyth Frederick: Akta Odessy, tłum. Piotr Paszkiewicz, Warszawa: Amber, 1990, ISBN 83-85079-25-4
- Forsyth Frederick: Akta Odessy, tłum. Tomasz Wyżyński, Warszawa: Albatros, 2014, ISBN 978-83-7885-740-2